# MTV Unplugged (album Florence and the Machine)
MTV Unplugged – drugi album koncertowy brytyjskiego zespołu indierockowego Florence and the Machine. Wydany został przez wytwórnię płytową Island Records w dniu 5 kwietnia 2012 roku. MTV Unplugged – A Live Album jest częścią serii koncertów MTV Unplugged. Materiał na album został nagrany podczas koncertu grupy w Nowym Jorku, w grudniu 2011 roku. Album zawiera akustyczne wersje jedenastu utworów z dwóch albumów studyjnych grupy oraz dwa covery. W Polsce album dotarł do piątego miejsca na liście sprzedaży OLiS oraz uzyskał status złotej płyty.

## Lista utworów
1. Only If For A Night
2. Drumming Song
3. Cosmic Love
4. Breaking Down
5. Never Let Me Go
6. Try A Little Tenderness
7. No Light, No Light
8. Jackson (wraz z Joshem Homme'em)
9. What the Water Gave Me
10. Dog Days Are Over
11. Shake It Out
12. Landscape
13. Heartlines (akustycznie)
14. Shake It Out (akustycznie)

## Notowania
| Lista (2012) | Najwyższa pozycja                      |    |
| ------------ | -------------------------------------- | -- |
|              | Australia (Top 50 Albums)              | 27 |
|              | Austria (Ö3 Austria Top 40)            | 72 |
|              | Belgia (Ultratop 200 Albums, Flandria) | 6  |
|              | Belgia (Ultratop 200 Albums, Wallonia) | 37 |
|              | Holandia (Mega Album Top 100)          | 55 |
|              | Irlandia (Albums Chart)                | 15 |
|              | Kanada (Canadian Albums Chart)         | 45 |
|              | Nowa Zelandia (RIANZ)                  | 31 |
|              | Polska (OLiS)                          | 5  |
|              | Portugalia (AFP)                       | 10 |
|              | Szkocja (OCC)                          | 27 |
|              | Stany Zjednoczone (Billboard 200)      | 51 |
|              | Stany Zjednoczone (Alternative Albums) | 15 |
|              | Stany Zjednoczone (Rock Albums)        | 18 |
|              | Wielka Brytania (UK Albums Chart)      | 27 |